# Viktoria Daineko
Viktoria Petrovna Dayneko (Виктория Петровна Дайнеко en grafía rusa) (12 de mayo de 1987 en Kirov, Kazajistán) es una cantante rusokazajistaní conocida por ser la ganadora de la quinta edición del programa de Perviy Kanal: Star Factory.

## Biografía

### Primeros años
Dayneko nació el 12 de mayo de 1987 en Kirov (actual Balpyk-Bi) Almatý, y se crio en la localidad rusa de Mirny, República de Sajá. En el colegio de su localidad empezó a cantar varios en musicales, la mayoría, hits internacionales. Al ser Mirny, una pequeña localidad sin administraciones educativas, tuvo que aprender por su cuenta incluyendo el inglés, materia que se tomó en serio.

### Star Factory
En 2004 participó en el programa de Perviy Kanal: Star Factory presentado por Alla Pugachova. Siguiendo las directrices del programa, Viktoria cantó dos canciones dos canciones como solista: Ya budu luchshe y Leyla. También hizo un dueto con Alexander Marshall en la canción Dreamed Me, dueto que fue de agrado para el público, quienes decidieron que hicieran un videoclip juntos.  

### Después de Star Factory

#### 2005 - 2006
Tras el final del reality, Dayneko empezó a trabajar con Igor Matvenko. En 2005 debutó con Leyla, cuyo videoclip se rodó en Tailandia. Junto con su compañero interpretaría nuevos singles. Aparte de su carrera profesional, la vida de la cantante ha sido hecha pública en los medios de prensa rosa. En 2006 se la relacionó con Pavel Artemyev, miembro del grupo Korni.

#### 2007
A comienzos de 2007 compuso el tema central de la película V ozhidanii chuda.
En el otoño septentrional del mismo año fue nominada en la categoría de "mejor intérprete" en la gala de premios MTV de Rusia. También se hizo con el premio de la cadena Fashion TV en la categoría de "Cantante-fashion".
Apareció en las fotos de abril de la revista Playboy, decisión de la cual dijo arrepentirse.
Participó el programa Lednikovbyi period junto con Alexei Yagudin, quien aparte de ser su compañero de concurso fue su mentor, sin embargo cayó eliminada sin opción a los premios.
En cuanto a su filmografía. Realizó un cameo en el remake ruso de la serie Matrimonio con hijos, también hizo la adaptación en ruso de la película animada El arca de Noé en donde interpretó la versión rusa del tema de Gloria Gaynor: I Will Survive.

## Discografía
- Igolka (2008)

## Filmografía
- Schastliny vmeste (2007) (adaptación rusa de Matrimonio con hijos)
- El arca de Noé (2007) (doblaje en ruso)
- Tangled (2010) (doblaje en ruso)
- Klub